# Szlak Santa Fe

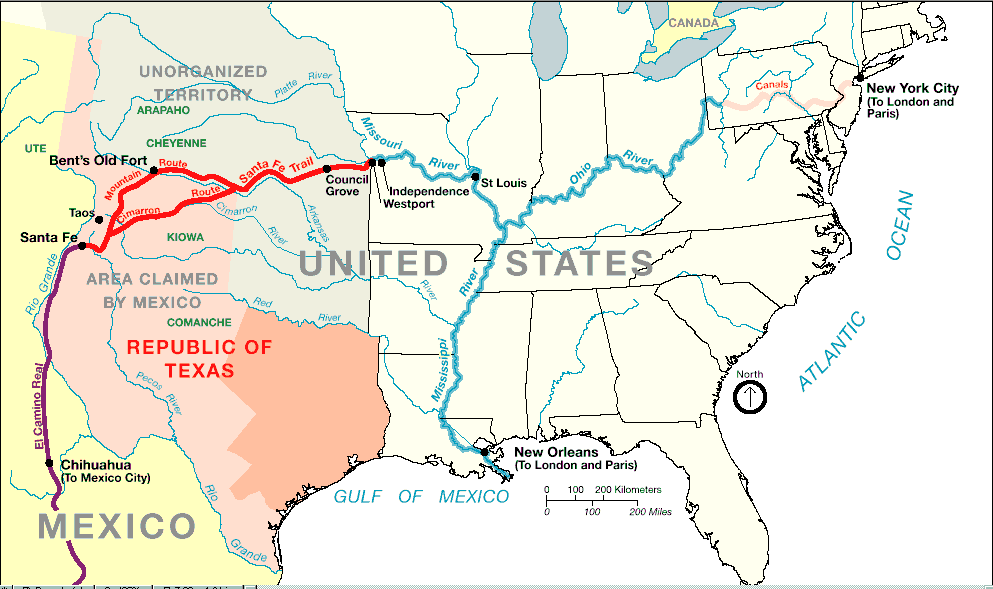
Mapa przebiegu szlaku Santa Fe (czerwona linia) ca. 1845

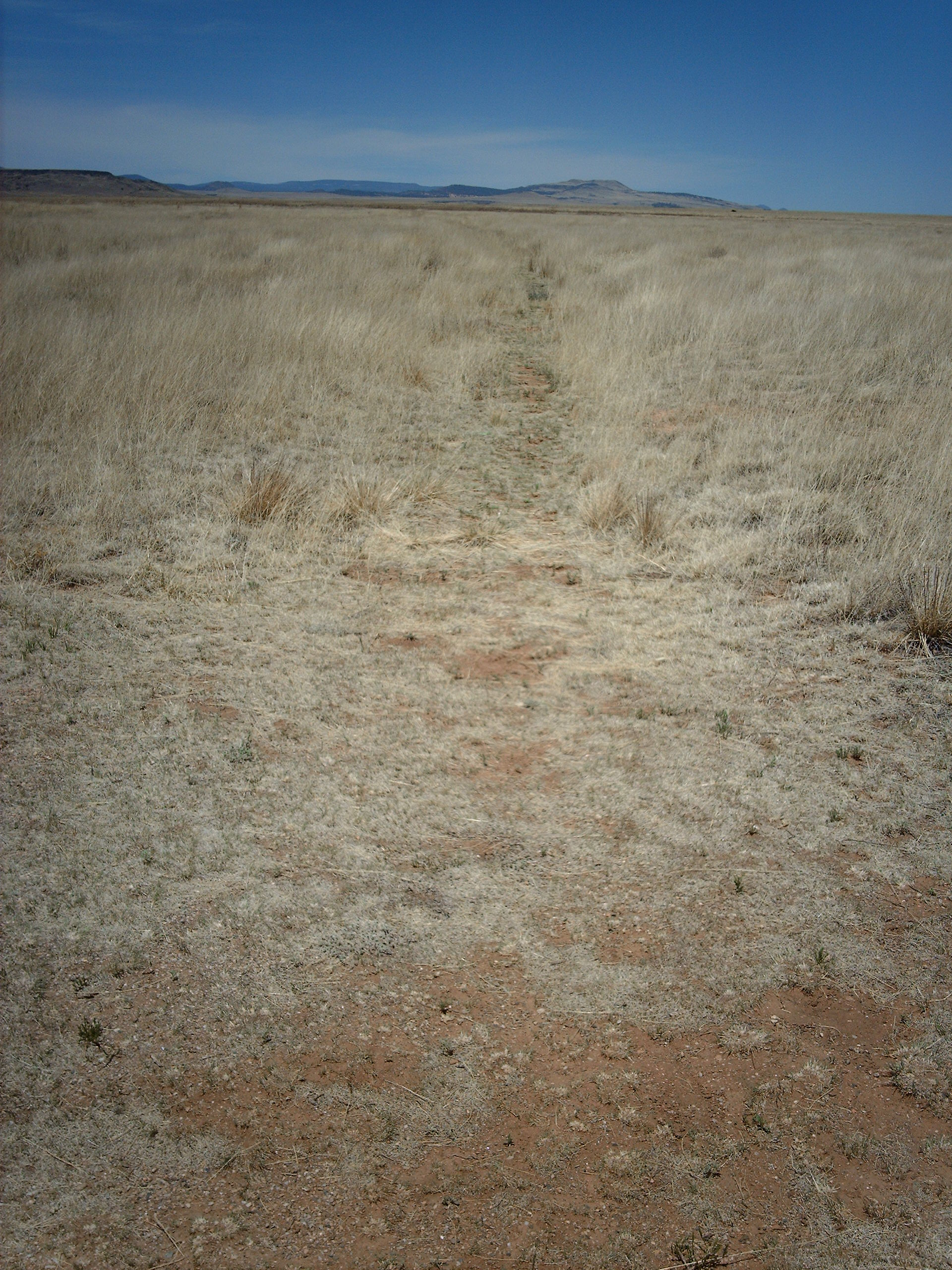
Koleiny wzdłuż szlaku Santa Fe koło Fort Union

Szlak Santa Fe (ang. Santa Fe Trail) – historyczny, XIX-wieczny szlak wędrowny na południowym zachodzie Ameryki Północnej, łączący terytoria ówczesnego Missouri z  Santa Fe w Nowym Meksyku. Wytyczony w roku 1821 przez Williama Becknella, służył jako strategicznie ważna handlowa i wojskowa droga aż do czasu zbudowania linii kolejowej do Santa Fe w roku 1880. Pierwotnie był to międzynarodowy szlak handlowy łączący Stany Zjednoczone z Meksykiem, ale w roku 1846 posłużył armii amerykańskiej w inwazji Nowego Meksyku podczas wojny amerykańsko-meksykańskiej. Po zagarnięciu przez USA obszaru Południowego Zachodu szlak pomógł w gospodarczym rozwoju regionu, a przede wszystkim osadnictwa, odgrywając kluczową rolę w poszerzaniu stanu posiadania ku zachodowi. W dzisiejszych czasach szlak znajduje się w gestii Służby Parków Narodowych jako Santa Fe National Historic Trail. Współczesna autostrada, biegnąca w pobliżu dawnego szlaku na terenach Kolorado i północnego Nowego Meksyku, została oznakowana jako "Santa Fe Trail,  Narodowa Droga Krajobrazowa".

## Przebieg
Wschodni kraniec szlaku znajdował się w środkowym Missouri w miejscowości Franklin na północnym brzegu rzeki Missouri. Przekraczał rzekę drogą wybraną przez Becknella wzdłuż istniejącego już wcześniej Szlaku Osage. Na zachód od Franklin szlak biegł przez Missouri mijając Arrow Rock, ciągnąc się mniej więcej wzdłuż dzisiejszej autostrady międzystanowej nr 24.  Mijał od północy Marshall, przez Lexington docierał do Fort Osage,  a następnie do Independence.  Independence było także jednym z "miejsc odbicia" dla szlaków oregońskiego i kalifornijskiego.
Na zachód od Independence, już na terytorium Missouri, biegł równolegle do dzisiejszej autostrady międzystanowej nr 56 do miejscowości Olathe. Fragment szlaku pomiędzy Independence a Olathe był używany również przez wędrowców dążących do Kalifornii i Oregonu, których szlaki odbiegały na północny zachód w pobliżu Gardner.
Za Olathe szlak przebiegał przez miejscowości Baldwin City, Burlingame i Council Grove, następnie na zachód od McPherson do Lyons. Za Lyons – nadal wzdłuż autostrady nr 56 – do Great Bend. Koleiny wyżłobione przez tysiące kół są do dziś widoczne w wielu miejscach tego odcinka.  W Great Bend szlak docierał do brzegów rzeki Arkansas. Tu rozdzielał się, biegnąc po obu brzegach rzeki do Dodge City i Garden City.
Na zachód od Garden City, w południowozachodnim Kansas, szlak dzielił się na wiele odnóg. Jedna z nich kontynuowała bieg w górę Arkansas w południowowschodnim Kolorado do miejscowości La Junta. Z La Junta kierował się na południe do Fort Union w dzisiejszym Watrous w Nowym Meksyku. Tę odnogę nazywano Górską Drogą.
Inna główna odnoga biegła na południowy zachód do doliny rzeki Cimarron w pobliżu miejscowości Ulysses i Elkhart kierując się następnie ku Boise City i Clayton, by połączyć się z północną odnogą w Fort Union. stamtąd połączone szlaki kierowały się ku Santa Fe.
Część tego odcinka również została sklasyfikowana jako National Scenic Byway.

## Zagrożenia na szlaku
Podróżujący po Szlaku Santa Fe napotykali wiele przeciwności. Ataki Indian, trudności w znalezieniu pożywienia i paszy, obok braku wody pitnej, czyniły ze szlaku drogę najwyższego ryzyka. Warunki pogodowe, jak np. potężne burze z licznymi wyładowaniami, nie ułatwiały podróży. Najczęściej, w chwili nadejścia burzy, nie było gdzie się schronić, a bydło ogarniała panika. Grzechotniki też stanowiły zagrożenie – wielu pionierów zmarło od ich ukąszeń. Główną jednak trudnością szlaku był brak wody. W rzeczywistości rzeka Cimarron była jednym z nielicznych źródeł wody pitnej na całym długim szlaku. Z jej braku zmarło wielu wędrowców.

## Szlak dzisiaj

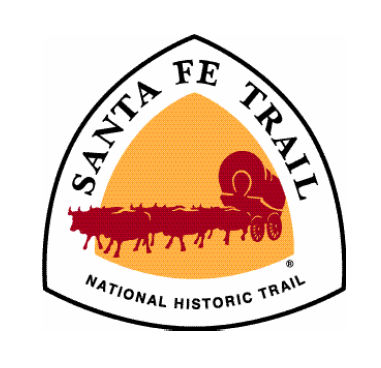
Logo szlaku Santa Fe

Fragmenty szlaku w Missouri, Kansas, Oklahomie i Nowym Meksyku znajdują się obecnie na liście Krajowego Rejestru Miejsc Historycznych. Najdłuższa, łatwo rozpoznawalna część szlaku, tzw. Santa Fe Trail Remains w pobliżu Dodge City w Kansas, znajduje się na liście Narodowych Pomników Historii.